# Holostylon
Holostylon  é um gênero botânico da família Lamiaceae

## Espécies
- Holostylon baumii
- Holostylon gracilipedicellatum
- Holostylon katangense
- Holostylon robustum
- Holostylon strictipes